# Partie polityczne Komorów
Partie polityczne Komorów – ugrupowania polityczne funkcjonujące w komoryjskim systemie politycznym.
Obecnie na wyspach działają trzy główne partie polityczne:
- Pole Wysp Autonomicznych (fr.: Camp des Îles Autonomes)
- Konwencja Odnowy Komorów (fr.: Convention pour le renouveau des Comores).
- Ruch dla Komorów (fr.: Mouvement pour les Comores)

Inne partie:
- Parti Djawabu
- CHUMA